# 김오성
김오성(金午星, 1908년 ~ 1953년?)은 일제강점기 한국의 공산주의 이론가, 문학평론가이다. 본명은 김형준(金亨俊).

## 생애
니혼 대학 철학과를 마치고 도쿄에서 잡지 〈대중지광〉을 펴냈다. 1926년 무렵, 고향인 평북 용천에서 소작쟁의를 지도했고, 1927년 동경학생 독서회사건으로 검거되기도 했다. 일본에서 돌아온 1932년 천도교 청년당 기관지인 〈농민〉을 편집하면서 농촌계몽운동에 힘썼으며 조선농민사 상임이사가 되기도 했다.
일제말기 1943년에는 조선문인보국회 수필 평론부회 평의원으로 선출되어 친일파로 변절했다. 이 시기 김오성은 조선총독부 어용기관지 매일신보에 친일성향 논설글들을 게재했다.
이듬해 1944년 8월, 독립운동가 여운형과 조동호가 결성한 비밀독립운동 단체인 조선건국동맹에 가담해 참여한다. 광복 이후에는 조선문학건설본부에 참가하였고, 조선인민당 선전부장을 맡아보다가 민주주의민족전선에 들어와서 상임위원 겸 선전부장을 맡았다. 조선인민당에서 선전부장 맡으면서 비밀리 박헌영의 조선공산당 프락치로 활동하면서 박헌영의 지시를 받아가면서 조선인민당 내부 당원을 조선공산당으로 빼오는 등 흡수통합 공작 활동을 했다.
1946년 11월, 조선공산당, 남조선신민당, 조선인민당 3당 합당되어 남조선로동당 창당되었을 때, 남로당 중앙위원이 되었으며, 이듬해 1947년 월북했다.
1948년 8월 황해도 해주에서 열린 남조선인민대표자대회에서 최고인민회의 대의원에 선출되었다. 이후 조선민주주의인민공화국에서 문화선전부 부상을 지내는 등 요직을 겸했으나, 1953년 남로당 숙청에 연루되어 숙청되었다.

## 사후
1948년 대한민국 임시정부 국무위원이며, 정치부장 겸 한국독립당 감찰위원장이었던 김승학이 작성한 원고에 기재된 263명의 친일 인사 명단에 수록되었다.

## 저서
- 《지도자론》 1946년
- 《지도자 군상》 1946년